# Vouthon-Haut
Vouthon-Haut ist eine französische Gemeinde mit 78 Einwohnern (Stand 1. Januar 2022) im Département Meuse in der Region Grand Est (bis 2015 Lothringen).

## Geografie
Die Gemeinde liegt rund 30 Kilometer südwestlich von Toul. Nachbargemeinden von Vouthon-Haut sind Vouthon-Bas im Norden, Goussaincourt im Osten, Les Roises im Südosten, Vaudeville-le-Haut im Süden und Gondrecourt-le-Château im Westen.

## Bevölkerungsentwicklung
| Jahr      | 1962 | 1968 | 1975 | 1982 | 1990 | 1999 | 2007 | 2019 |
| Einwohner | 86   | 70   | 77   | 90   | 95   | 79   | 73   | 86   |

## Sehenswürdigkeiten
- Kirche Saint-Sigismond (Glocken sind als Monument historiques klassifiziert)